# مايد عبيد
مايد عبيد سهيل الزعابي مواليد 4 مايو 1996، لاعب كرة قدم إماراتي يجيد اللعب في الدفاع.

## مسيرة اللاعب
لعب مع نادي اتحاد كلباء ونادي الذيد.

## روابط خارجية
- مايد عبيد على موقع Soccerway.com (الإنجليزية)